# Bitwa pod Kopidnadon
Bitwa pod Kopidnadon (Kopidnados) − bitwa z września 788 roku, stoczona pomiędzy siłami bizantyńskimi i Abbasydami, zakończona zwycięstwem muzułmanów.

## Tło
Od momentu ostatniej arabskiej próby zdobycia bizantyńskiej stolicy w latach 717-718 przez kolejne 50 lat Abbasydzi ograniczali się do wypadów rabunkowych na bizantyńskie tereny w Azji Mniejszej. W roku 782 miała miejsce wielka kampania abbasydzkiego przywódcy Haruna al-Raszida (rządzącego w latach 786-809), zakończona upokarzającym dla Bizantyńczyków układem pokojowym, w wyniku którego musieli oni płacić roczny trybut w wysokości 160 000 sztuk złota.
W roku 785 cesarzowa bizantyńska Irena odmówiła zapłaty trybutu, wobec czego wojna wybuchła z nową siłą. Arabowie splądrowali Armeniakon, w roku 786 Bizantyńczykom udało się jednak zniszczyć ważną bazę wypadową Arabów, którą była cylicyjska twierdza graniczna Hadath.
Po objęciu tronu przez Haruna al-Raszida w roku 786 wyprawy rabunkowe Arabów na okres dwóch lat nieco osłabły, jednak już w roku 788 miał miejsce kolejny większy atak skierowany na Anatolikon. W rejonie Kopidnadon (taką nazwę wymienia Teofan Wyznawca) doszło do spotkania obu armii. Z jego krótkiej relacji wynika, że bitwa zakończyła się krwawą porażką armii bizantyńskiej, która utraciła wielu żołnierzy i oficerów.
Pomimo porażki sytuacja terytorialna w rejonie granicy pozostała niezmieniona, a wojna toczyła się aż do śmierci Haruna w roku 809, kiedy to miała miejsce wojna domowa w kraju Abbasydów.